# They Knew What They Wanted
They Knew What They Wanted è un'opera teatrale in tre atti scritta nel 1924 dal drammaturgo statunitense Sidney Howard, Premio Pulitzer 1925 per la drammaturgia. Ambientata nella Napa Valley, la commedia in tre atti ha come protagonista un maturo e benestante vignaiolo italo americano che imbroglia le carte facendo credere a una bella ragazza che vorrebbe sposare, di essere più giovane e prestante, mandandole al posto di una sua foto, quella di uno dei suoi lavoranti.
Il lavoro teatrale di Howard andò in scena con la regia di Phillip Moeller al Garrick Theatre di Broadway il 24 novembre 1924 restando in cartellone fino a ottobre del 1925, per un totale di 192 recite. La commedia fu ripresa ancora tre volte a New York, venendo rappresentata anche a Londra.
Nella prima edizione, il ruolo di Tony venne ricoperto da Richard Bennett, quello di Amy da Pauline Lord e quello di Joe, il giovane caposquadra, da Glenn Anders.

## Cast della prima (Broadway, 24 novembre 1924)
- Richard Bennett: Tony
- Glenn Anders: Joe
- Pauline Lord: Amy
- Charles Kennedy: padre McKee
- Charles Tazewell: il dottore
- Robert Cook: R.F.D.

## Premi e riconoscimenti
- Premio Pulitzer 1925

## Adattamenti
Trasposizioni cinematografiche:
- Mendicanti d'amore (The Secret Hour) (1928)
- Notte di peccato (A Lady to Love) (1930)
- Non desiderare la donna d'altri (They Knew What They Wanted) (1940)